# Hülsede
Hülsede is een gemeente in de Duitse deelstaat Nedersaksen. De gemeente maakt deel uit van de Samtgemeinde Rodenberg in het Landkreis Schaumburg.
Hülsede telt 1.052 inwoners.

## Samenstelling van de gemeente
Hülsede bestaat uit het gelijknamige dorp, en daarnaast uit de beide Ortsteile Meinsen (minder dan 2 km ten noordwesten van Hülsede; minder dan 100 inwoners) en Schmarrie (2 à 3 km ten zuidoosten van Hülsede, 200 à 300 inwoners), en de gehuchten  Bussenmühle, Eisenhammer, Herriehausen, Mittelmühle, Niedermühle en Pulvermühle.

## Ligging en infrastructuur
De gemeente ligt niet ver ten noordoosten van de heuvelrug Süntel, die tot het Wezergebergte wordt gerekend. Nabij de dorpen lopen enkele kleine, vanuit de Süntel  snel afstromende beken, waarop de watermolens in het verleden de vestiging van houtverwerkende nijverheid mogelijk maakten.
Vanuit het dorp Hülsen loopt een ruim één kilometer lange weg noordoostwaarts naar buurdorp Messenkamp, dat aan de Bundesstraße 442 ligt. Eimbeckhausen, in de buurgemeente Bad Münder am Deister, een dorp dat enige industrie bezit, ligt aan de overkant van de B442 op slechts 4 km ten zuidoosten van Schmarrie.  Nog dichterbij Schmarrie (2 km zuidwaarts) ligt Beber, eveneens in de gemeente Bad Münder gelegen; de lutherse christenen van Schmarrie zijn voor de zondagse kerkdienst op het oude kerkje in Beber aangewezen.
Hülsede is slecht per openbaar vervoer bereikbaar. Treinen rijden er niet; de buslijnen in de gemeente zijn in de meeste gevallen schoolbusdiensten. Deze voeren, alleen op dagen, wanneer er op de scholen les wordt gegeven, 's morgens vroeg één rit uit in de richting van de onderwijsinstellingen, en in de middag, na het uitgaan van de scholen, twee of drie in omgekeerde richting. Verder bestaat in de gemeente een bel-taxi(Anruf-Auto)-systeem, vooral bedoeld voor ouderen, gehandicapten e.d.. Men moet een rit één dag van tevoren aanvragen. Men kan op deze wijze vervoer regelen binnen de Samtgemeinde, en ook van en naar artsen, ziekenhuizen e.d. in de omliggende plaatsen.

## Economie
De dorpen in de gemeente hebben in het verleden grote meubelmakerijen en kleine fabrieken van stoelen (zie ook onder: Lauenau) gehuisvest. Na de sluiting daarvan werden het landbouw- en vooral woonforensendorpjes. Een kleine meubelfabriek, halverwege Hülsede en Messenkamp, is blijven bestaan.

## Geschiedenis
Zie ook: Samtgemeinde Rodenberg.
Hülsede, dat wellicht in de 11e eeuw ontstond, wordt in een document uit 1223 als Hulsede voor het eerst uitdrukkelijk vermeld. Belangrijke geschiedkundige feiten zijn verder niet overgeleverd.
Van 1978 tot 1993 was er een militair depot van NAVO-troepen gevestigd op de locatie Westeregge, in de Süntel, 5 km ten zuidwesten van Hülsede. Het complex is daarna verbouwd tot biogascentrale.

## Bezienswaardigheden, toerisme
- Niet ver ten zuidwesten van de gemeente ligt de heuvelrug Süntel, die tot het Wezergebergte wordt gerekend. Hier is het goed wandelen en fietsen.
- De evangelisch-lutherse St. Egidiuskerk in Hülsede is voor het grootste deel in de 15e eeuw in gotische stijl gebouwd. De kerk bezit een interessant interieur, met o.a. een 17e-18e-eeuws altaar en plafondschilderingen, gedateerd 1577.
- Kasteel (Wasserschloss) Hülsede werd tussen 1529 en 1548 gebouwd in de stijl van de vroege Wezerrenaissance. Sinds omstreeks 1585 is het in bezit van leden van het adellijke geslacht Von Mengersen, en door dezen nog altijd (ten dele) bewoond. Het grootste gedeelte van het kasteel is als party- en congrescentrum beschikbaar, met name voor de viering van luxe bruiloften.

## Afbeeldingen

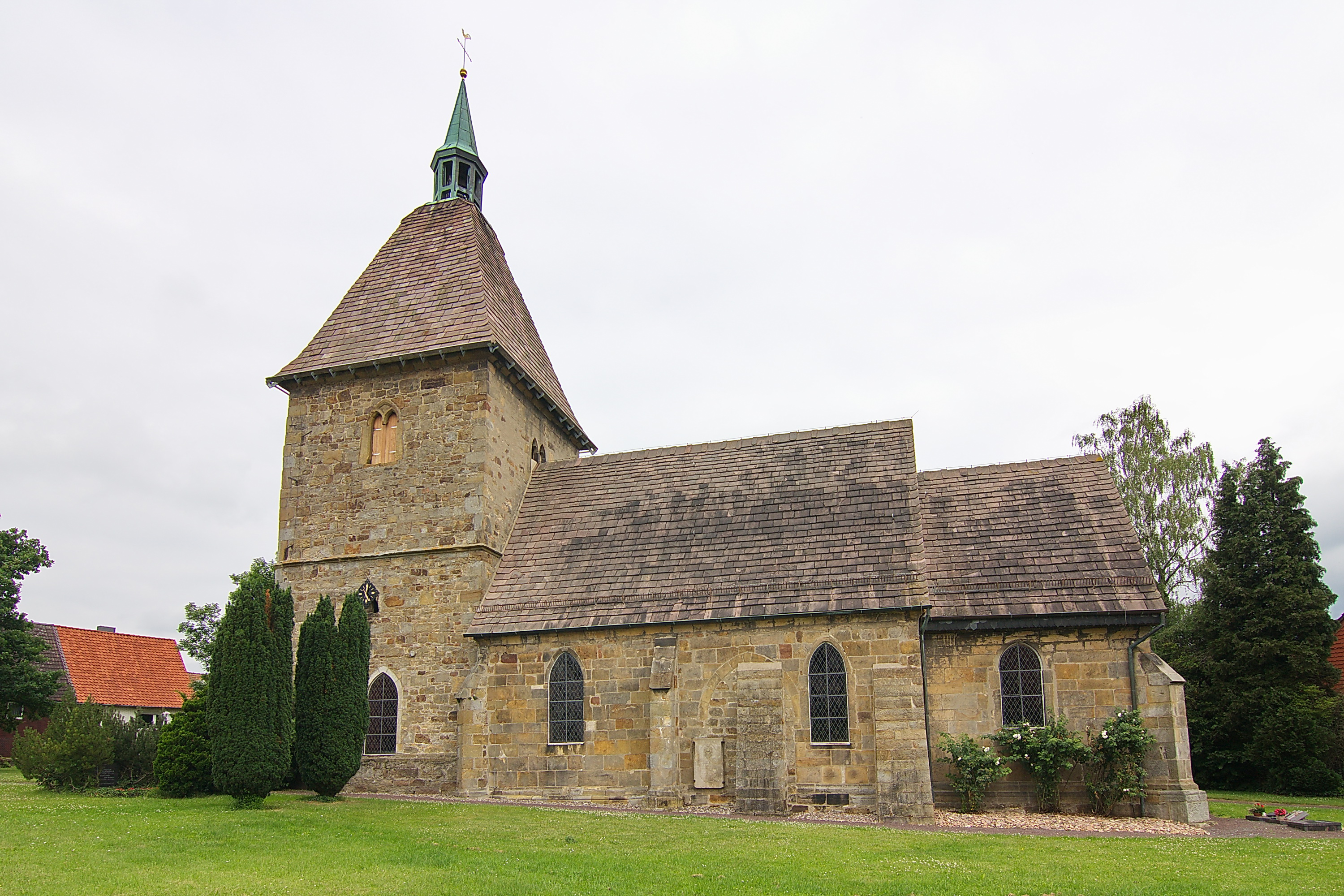
St. Egidiuskerk, Hülsede
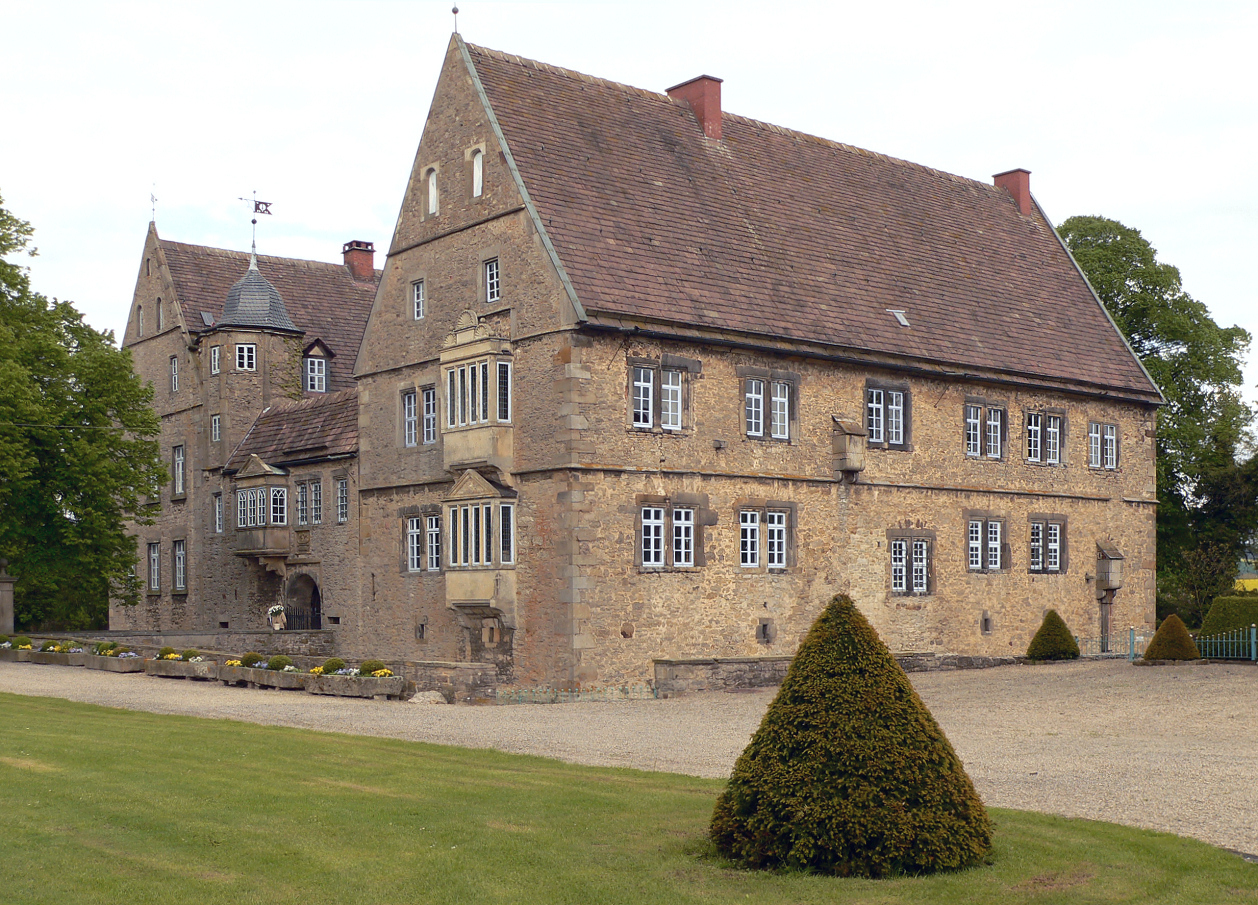
Kasteel Hülsede
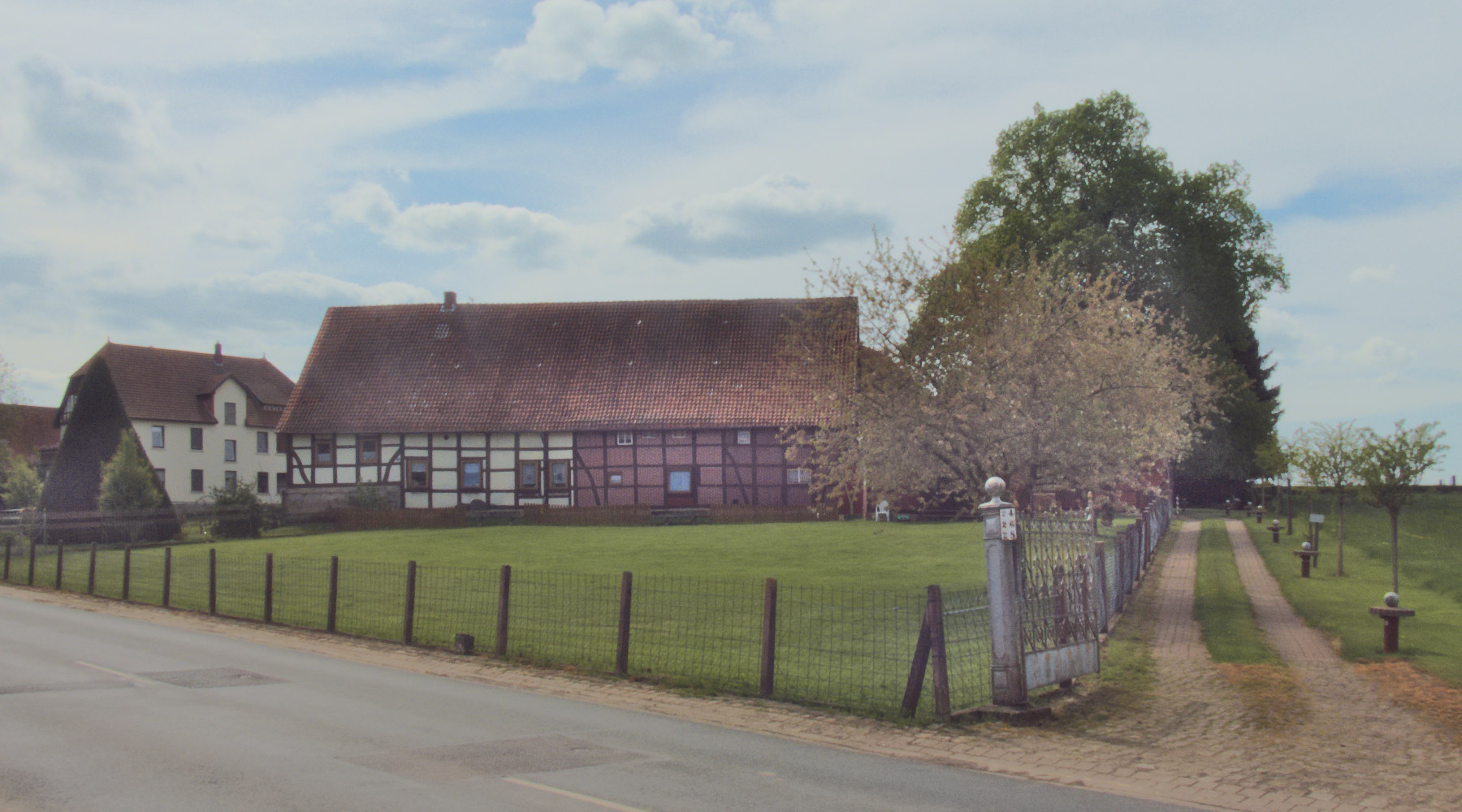
Boerderijen te Schmarrie
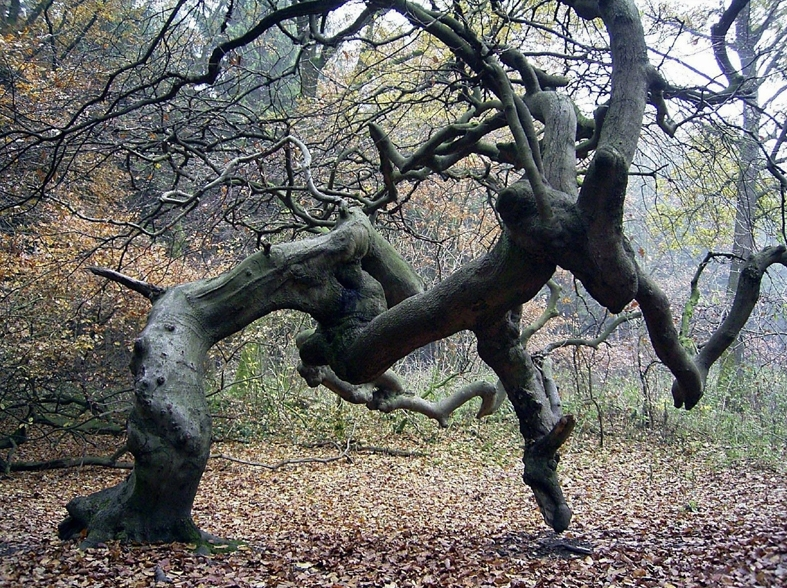
Monumentale Süntelbeuk